# Климович, Кирилл Леопольдович
Кири́лл Леопо́льдович Климо́вич (белор. Кірыл Леапольдавіч Клімовіч; 5 ноября 1952, село Амангельды, Тургайский район, Кустанайская область, Казахская ССР) — епископ Римско-католической церкви, ординарий епархии Святого Иосифа в Иркутске.

## Биография
Родился в семье белорусов, высланных из Браславского района в Казахстан.
С 1956 по 1965 год жил в Белорусской ССР, а затем переехал вместе с семьей в Польшу.
После окончания средней школы в 1974 году поступил в высшую духовную семинарию «Hosianum» в городе Ольштын (Польша), которую окончил в 1980 году.
Рукоположён в священники 8 июня 1980 года будущим примасом Польши кардиналом Юзефом Глемпом. После рукоположения служил викарием в городах Видмины, Пасленк и Клевки под Ольштыном, принимал участие в строительстве новой духовной семинарии в Ольштыне.
С июля 1990 года стал работать настоятелем и деканом в городе Глубокое в Минско-Могилёвской архиепархии (Белоруссия).
13 октября 1999 года папа Иоанн Павел II назначил Кирилла Климовича вспомогательным епископом Минско-Могилевской архиепархии, титулярным епископом Арбанским (13 октября 1999 — 17 апреля 2003). 4 декабря 1999 года в минском кафедральном соборе Пресвятой Девы Марии состоялась его епископская хиротония, которую совершили: кардинал Казимир Свёнтек, Титулярный архиепископ Тубиа Доминик Грушовский, епископ Гродненский Александр Кашкевич.
В 1999 — 2003 годы — генеральный викарий Минско-Могилёвской архиепархии и настоятель кафедрального собора в Минске.
17 апреля 2003 года папа Иоанн Павел II назначил епископа Кирилла Климовича ординарием епархии Святого Иосифа с центром в Иркутске. 15 июня 2003 года в иркутском кафедральном соборе Непорочного Сердца Божией Матери состоялось каноническое и литургическое вступление в должность правящего епископа.
С 18 января 2005 года по 2017 год — вице-председатель Конференции католических епископов России (ККЕР). Руководитель Катехитической комиссии и Комиссии по межхристианскому и межрелигиозному диалогу и диалогу с неверующими.
Свободно говорит на белорусском, русском, польском и итальянском языках.